# Area62
『area62』（エリア・シックスティトゥー）は、松田聖子通算36枚目のオリジナルアルバム。2002年6月21日発売。発売元はHIP-O RECORDS / flora records。

## 解説
クラブ向けのEDMに挑戦した海外進出第三弾アルバム。プロモーションでクラブサーキットを敢行。プロモーション・シングル「all to you」を含み、「just for tonight」をリカット。「all to you」「just for tonight」共に現地の数々のダンスチャートトップ10にランクインし、全米ビルボードダンスチャートでもトップ20に入った。
前作『WAS IT THE FUTURE』で参加したロビー・ネヴィルが数曲プロデュースとして参加。原田真二作品も収録。US盤・日本盤それぞれ内側透明トレイから見える写真の編集が異なる。
アルバムのタイトルは松田が海外で活動する際の自身が現地の人にとってはまるで「エイリアン」のようではないかと感じたことから、エリア51の数字を自身の生まれ年である1962年に変えたもの。
アメリカではインディーズでの発売の為、日本ではフローレスセイコやインターネットで輸入盤として販売。

## 収録曲
1. all to you　（4:22）
2. just for tonight　（3:57）
3. i'm right here　（4:17）
4. never need another　（4:12）
5. let's fall in love again　（4:27）
6. everything i am　（4:00）
7. chameleon　（3:40）
8. downtown tokyo　（4:00）
9. ave maria　（3:41）
10. downtown tokyo (Japanese)　（3:59）
11. all to you (Japanese)　（4:22）
12. all to you (remix 4-5)　（5:06）
13. ave maria (wave mix)　（4:06）